# 回龙乡 (资阳市)
回龙乡，是中华人民共和国四川省资阳市雁江区曾经下辖的一个乡。2019年12月，撤销回龙乡，将其所属行政区域划归丹山镇管辖。

## 行政区划
回龙乡撤销前下辖以下地区：
回龙场社区、李光坝村、漆家村、玉皇村、三合村、赵兴村、小湾村、铁门坎村、赵家村、牛家村、冷家村、巍峰村、川主村、太平村和江诗村。